# Searchlight Pictures
Searchlight Pictures (dawniej Fox Searchlight Pictures) – amerykańska wytwórnia filmowa, należącą do grupy medialnej News Corporation i wchodząca w skład jej pionu kinowego, którego najbardziej znaną częścią jest 20th Century Studios. Została założona w 1994 roku przez Thomasa Rothmana. Specjalizuje się w produkcji filmów uważanych w USA za kino artystyczne (art house films) oraz dystrybucji filmów niezależnych i zagranicznych. Tym samym pełni w swoim koncernie rolę analogiczną do Focus Features w NBC Universal czy niegdyś Miramaxu w The Walt Disney Company.
Największym sukcesem firmy w jej dotychczasowej historii był film Slumdog. Milioner z ulicy, który otrzymał osiem Oscarów, w tym dla najlepszego filmu. W tej najważniejszej oscarowej kategorii nominowane były również takie sygnowane logo Fox Searchlight obrazy jak Goło i wesoło, Bezdroża, Mała miss czy Juno.

## Najważniejsze filmy
Lista uwzględnia zarówno filmy wyprodukowane przez wytwórnię, jak i dystrybuowane przez nią na rynku amerykańskim

### 1994-99
- Ukryte pragnienia
- Sposób na Szekspira
- Goło i wesoło
- Burza lodowa
- Nie czas na łzy
- Tytus Andronikus
- Sen nocy letniej'

### 2000-05
- Zatrute pióro
- Sexy Beast
- Faceci w butach
- Życie świadome (Jawa czy sen)
- Na samym dnie
- Podkręć jak Beckham
- Życiowe rozterki
- Zdjęcie w godzinę
- 28 dni później
- Nasza Ameryka
- Trzynastka
- Marzyciele
- Napoleon Wybuchowiec
- Powrót do Garden State
- Kinsey
- Melinda i Melinda
- Bezdroża
- Sezon na słówka

### 2006-10
- Water
- Straż Nocna
- Wzgórza mają oczy
- Dziękujemy za palenie
- Confetti
- Mała miss
- Ostatni król Szkocji
- Męska historia
- Notatki o skandalu
- Chyba kocham swoją żonę
- W stronę słońca
- Imiennik
- Kelnerka
- Once
- Joshua
- Pociąg do Darjeeling
- Juno
- Rodzina Savage
- Udław się
- Królowie ulicy
- Zapaśnik
- Sekretne życie pszczół
- Slumdog. Milioner z ulicy
- Notorious
- Amelia Earhart
- 500 dni miłości
- Adam
- Absolwentka
- Szalone serce
- Nazywam się Khan
- Earl i ja, i umierająca dziewczyna